# 園田奈緒
園田 奈緒（そのだ なお、1989年12月22日 - ）は、日本の女子バスケットボール選手。ニックネームは「サン」。ポジションはセンター。三重県出身。デンソーアイリス所属。

## 来歴
四日市市立内部中学校から四日市商業高校を経て愛知学泉大学に進学、インカレでは2年次に敢闘賞、3年次、4年次には優秀選手賞に選ばれている。
卒業後の2012年、デンソーアイリスに加入。

## 経歴
- 内部ミニバス - 内部中学校 - 四日市商業高校 - 愛知学泉大学 - デンソー（2012年〜）

## 日本代表歴
- 2011 第26回ユニバーシアード競技大会
- 2013 第27回ユニバーシアード競技大会